# パヨク
パヨクとは、サヨク（左翼）に韻を踏ませ もじった言葉、ネットスラング。サヨクの「サ」を「パ」にしたのがパヨク。「ぱよぱよちーん」という言葉と組み合わせた造語。略称はパヨ。また、特にネット上で左翼的な言動を展開する人々はネット左翼とも呼ばれる。
対比的に使用される言葉としてネット右翼がある。派生語に「パヨクメディア」、「パヨク新聞」、「パヨク学者」、「パヨクコメンテーター」、「パヨク番組」、「パヨク大学」、「反日パヨク」 などがある。動詞は「パヨる」で、パヨクの中にいて無意識のうちに影響を受けパヨク的な行動や思考に走ってしまうことを意味するという。
類語に「（ネトウヨ）連呼厨」「連呼リアン」がある（5ちゃんねるで用いられていた）。

## 起源と特徴
物江潤によると、2015年に、在特会の排外主義的な主張を批判する一方で暴力事件をはじめとした反社会的な行動を展開してきたレイシストをしばき隊のメンバーの言動、Twitterで千葉麗子に「おはよう」と言うために使っていた挨拶である「ぱよぱよちーん」の語感が妙なウケ方をしたこと（ぱよぱよちーん騒動） がきっかけとなって生まれた造語だという。千葉麗子によれば、(1)「差別だ」「レイシストだ」「ネトウヨだ」とレッテルを貼る。(2)相手の個人情報をインターネット上にさらす。(3)相手の勤務先などに執拗な攻撃を加える。(4)自分の意見に相手が合わせるまで罵倒したり、暴力も辞さないことなどの特徴があるという。

## 各個人の解釈
倉山満によれば、「劣化左翼」、「頭が悪い左翼」、「頭がパーな左翼」といった意味で用いられているという、物江潤によれば、ネトウヨと反対の立場の人を批判的にとらえた表現、千葉麗子によれば「劣化した左翼」、山下里香によれば、在日コリアンに味方すると見做されている「リベラル」を指す右派のジャーゴン、佐藤優によれば、ネット右翼が左翼やリベラル派を揶揄、罵倒するときに使う呼称 であるという。真鍋によれば、反日的でリベラル色が強いとされ、はすみとしこによれば、「反日左翼」、千葉によれば、右でも左でもない「反日」に取りつかれたような壊れた翼「破翼」、または「端翼」（異端）のことも意味するという。清田友則によると、「ネトウヨ」などと同様に、存在があやふやながらもキャッチーな言葉で無理やり括った集団で、「共感なき共有」という同類性の負の側面が目につき、あたかもネットで嗤われるためだけに作られたような胡散臭さをもつ、という。梶井彩子によれば、ネトウヨ（ネット右翼）と同様に侮蔑語。山野車輪によれば、蔑称であり「ネトウヨ」と同様に差別用語。社会学者の宮台真司や西川伸一によれば、左翼の蔑称 であるといい、蔑称、悪口として用いられる。そのため、「パヨク」や「ネトウヨ」を自称として用いる人は基本的にはいないという。真鍋厚によれば、「侮蔑語」であるため定義付けは困難だという。

## 対象
物江潤によると、リベラルを称しながら主張が支離滅裂と見做された人物のほか、国民民主党や立憲民主党といった政党全体を指す場合や自由民主党の石破茂にも使われる場合があり、ネトウヨと呼ばれる人たちにとって気に食わない存在は、いつでもパヨクと名指しされる可能性がある。
山下里香は、日本第一党の桜井誠の2016年12月12日付ツイートを例示し、「パヨク」および「～ニダ」の使用で敵意が表現される。また、エリノア・オックスの「指標性」という記号概念を援用し、「～ニダ」は「直接指標」を通じ朝鮮人に、「パヨク」は「間接指標」を通じ左派に割り当てられている、と分析している。

## 「ネトウヨ・パヨク」と「保守・リベラル」
田中辰雄は、「ネトウヨ」「パヨク」が相手を敵視し、攻撃する言葉ばかり飛び交い、保守とリベラルの意見が過激化・極端化し、分極化が行き過ぎると議論を通じた相互理解が不可能になり、社会が分断化されていくと危惧している。
物江潤は、ネトウヨやパヨクと呼ばれる人々を「対話不能な人」と広く定義し、ハーバーマスの「議論の参加者は完全に自由で平等だ」との考えを援用し、主張の内容より、発言者の立場 (今でいうスクールカースト)で発言の良し悪しが決まってはならないとし、「ネトウヨ・パヨク」と「保守・リベラル」の違いは、議論のルールを守れるかどうか、つまり対話可能かどうかのみによって判定されるべきであると考えている。また、(1)自らの主張は仮説にすぎないと確信すること、(2)人の発言権を奪わないこと、(3)どれほど奇妙奇天烈に思える主張でも、理由付け (論拠) や事実で、その良し悪しを判定すること (トゥールミンの議論モデルを参照) の三つのルールを守れば、ネトウヨでもパヨクでもないと提唱している。